# Марія Гогенцоллерн-Зігмарінген
Марія-Луїза-Александріна-Кароліна Гогенцоллерн-Зігмарінген (нім. Marie Luise Alexandrine Karoline von Hohenzollern-Sigmaringen), (нар. 17 листопада 1845 — пом. 26 листопада 1912) — принцеса Гогенцоллерна-Зігмарінгена, дружина графа Фландрського Філіпа та матір короля Бельгії Альберта I. Художниця, господиня салону, граверка та благодійниця.

## Біографія
Марія народилась 17 листопада 1845 року у Зігмарінгені шостою дитиною та другою донькою в родині спадкоємного принца Гогенцоллерна-Зігмарінгена Карла Антона та його дружини Жозефіни Баденської. Мала старших братів Леопольда, Карла, Антона та Фрідріха і сестру Стефанію.
Внаслідок революції 1848 року її батько передчасно став правлячим князем Гогенцоллерна-Зігмарінгена, та вже за рік був змушений передати князівство прусському королю Фрідріху Вільгельму IV, який приєднав його до своїх володінь.
На початку 1850-х родина оселилася у замку Єґерьхоф на околиці Дюссельдорфа. Батько й надалі продовжував залишатися видною фігурою у прусській політиці і навіть був міністром-президентом Пруссії.
Старша сестра Марії у 1858 році стала дружиною португальського короля. Брата Карла у 1866-му було обрано князем Румунії. Марія розглядалася як можлива наречена для принца Уельського Берті. Однак її кандидатура була відкинута через релігійні міркування. Дружиною Альберта стала лютеранка Олександра Данська.
Принцеса у віці 21 року стала дружиною бельгійського принца Філіпа, що носив титул графа Фландрського. Весілля відбулося 25 квітня 1867 року у Берліні. Вінчання провів єпископ Генріх Ферстер у Катедральному соборі Святої Ядвіги.
Шлюб виявився щасливим. У ньому принцеса народила п'ятеро дітей. Спочатку подружжя жило у королівському палаці в Брюсселі, а у травні 1868 перебралося до Палацу графа Фландрського, який Філіп придбав у 1866. У родини була також резиденція у Швейцарії на березі озера Люцерн. Офіційні зобов'язання пари були таковими, що вони могли з комфортом усамітнится в своїй домівці, маючи власний пошт близько 70 осіб. В палаці містилася цінна бібліотека, а їхньому у розпорядженні були першокласні коні, для Марії з них було відведено 10 поні.
Принцеса була досвідченою художницею і інколи виставляла свої картини на Брюссельській виставці. Залишила також визначні офорти. В юності вона займалася із Якобсеном, що був учнем Муке, а в Бельгії довела свою майстерність до довершеності, беручи уроки у ван дер Хехта. Була також почесною президентом об'єднання граверів, заохочуючи відродження цієї забутої техніки.
У неї був літературний салон, який слугував місцем збору багатьох авторів. Також принцеса добре зналася на музиці. Маючи достатньо коштів, принцеса фінансово підтримувала різні благодійні організації.
Оскільки королівська сім'я Бельгії не мала спадкоємця-сина, всі надії покладалися на родину графа Фландрського, в якій зростали два сини. Старший, Бодуен, передчасно помер у віці 21 року, не залишивши нащадків. Молодший, Альберт, ще за життя матері зійшов на трон Бельгії у 1909 році.
Філіп до цього часу не дожив. Його не стало у листопаді 1905-го. Марія пережила чоловіка на сім років і пішла з життя 26 листопада 1912. Похована поруч із чоловіком у Церкві Богоматері Лакенської в Брюсселі.
З 2013 року королем Бельгії є її правнук Філіп I, що отримав їм'я на честь прадіда.

## Нагороди
- Орден Луїзи (Прусське королівство);
- Орден королеви Марії Луїзи (Іспанія).

## Родина
Чоловік — Філіпп Бельгійський
Діти:
- Бодуен (1869—1891) — спадкоємець бельгійського трону, помер у віці 21 року бездітним та неодруженим.
- Генрієтта (1870—1948) — дружина герцога Вандома Еммануеля Орлеанського, мала четверо дітей;
- Жозефіна Марія (1870—1871) — близнючка Генрієтти, прожила лише два місяці;
- Жозефіна Кароліна (1872—1958) — дружина принца Карла Антона Гогенцоллерна, мала четверо дітей;
- Альберт (1875—1934) — король Бельгії у 1909—1934 роках, був одруженим з Єлизаветою Баварською, мав двох синів та доньку.